# Jacques Rennes
Pour les articles homonymes, voir Rennes (homonymie).
Jacques Rennes est un vétérinaire, philosophe et syndicaliste français, né le 9 octobre 1875 à Saintes (Charente-Inférieure) et mort le 3 août 1970 à Paris 14e.

## Biographie
Après avoir été diplômé l'école nationale vétérinaire d'Alfort, Jacques Rennes fait son service militaire comme officier à Saumur et part trois ans en Algérie du Sud. 
Il devient ensuite directeur des services vétérinaires de la Somme, puis de la Seine-et-Oise. Il écrit plusieurs ouvrages de référence pour prévenir les maladies dues à une mauvaise hygiène dans les zones rurales.
Il a par ailleurs contribué à la définition de la notion d’action directe (sur le plan du syndicalisme) : c'est pour lui l’expression éthique et héroïque "du prolétariat révolutionnaire". Il attribue à l’action la primauté sur la pensée. Il appelle à la rescousse Proudhon - prolétaire né mais penseur - et Sorel - bourgeois intellectuel mais clairvoyant - afin de donner corps à sa démonstration. Par là, il les classe, l’un comme moniteur, et l’autre comme serviteur désintéressé...du prolétariat. Faisant siens, les écrits de Emile Pouget et Victor Griffuelhes, relatifs à l’action directe, Jacques Rennes écrit, à la suite de Maxime Leroy, que « l’action directe n’est pas seulement un acte de combat corps à corps, mais un acte de construction, un acte institutionnel (...) l’action directe s’étend ainsi de la grève à la création de bibliothèques populaires (...) parmi cent autres institutions. ». Jacques Rennes assigne, par ailleurs, d’autres dimensions à l’action directe. Ainsi la lutte contre le militarisme, le sabotage - la ruse substituée à la violence -, le boycottage sont-ils considérés comme les contenus révolutionnaires de l’action ouvrière en marche. Jacques Rennes, fidèle à l’essence de la Charte d'Amiens attribue au syndicalisme le rôle moteur dans la transformation de la société. Il décrit l’action directe comme « le procédé de commencement, de développement et de fin du syndicalisme ».
Jacques Rennes a également écrit quelques ouvrages de qualité sur le voyage.
Jacques Rennes est le gendre du botaniste et politique Georges Le Monnier, le beau-frère du Professeur Philibert Guinier et l'oncle du scientifique André Guinier.

## Œuvres
(Liste non exhaustive)
- Georges Sorel et le syndicalisme révolutionnaire, 1936, Éditions Liberté.
- Aux sources de l’émotion (voyage en Grèce), 1936, Éditions La Gutenberg.
- Exposé du marxisme, 1938, Éditions Liberté.
- Thèses sociales de Nouvel Age, 1939, Éditions P. Liberté.
- Au cœur des Indes, 1941, Éditions L’amitié par le livre / Jean Flory.
- Les paradis perdus et l’harmonieuse Bali, 1941, Éditions L’amitié par le livre / Jean Flory.
- Du marxisme à l’Humanisme, 1946, Éditions L’amitié par le livre.
- Dieu m’a fait homme. Réponse à Pascal et à Kierkegaard, 1947, Éditions Auteur.
- Libre humanisme, Réponse à Pascal, à Kierkegaard et aux existentialistes, 1947, Éditions L’amitié par le livre.
- Annaïk, Récit du VIe siècle sur l’occupation des Gaules par les Francs, 1947, Éditions L’amitié par le livre.
- Syndicalisme français, 1948, Librairie Marcel Rivière.
- Pascal. Le cas de Pascal. Discussion : F. Michaud, J-P. Milou, J. Marchand, H. de la Massuë, V. Daumer, avec un texte de Prosper Alfaric, 1956, Éditions de l’Union rationaliste.
- Clartés sur la Bible, 1961, Éditions de l’Union rationaliste.
- Le procès de Pascal, 1962, Éditions Rationalistes.
- Raison et mystère, 1962, Éditions de l’Union rationaliste.
- Spinoza, 1964, Éditions de l’Union rationaliste.